# Мэй, Изабель
Изабель Мэй (англ. Isabel May; род. 21 ноября 2000, Санта-Моника, Калифорния) — американская актриса, известная по роли Кэти Купер в телесериале от Netflix «Алекса и Кэти», а также периодическому участию в сериале CBS «Детство Шелдона» в роли Вероники Дункан. Она также рассказчик и главный герой сериала производства Paramount+ «1883».

## Биография
Начиная с шестого класса Мэй регулярно участвовала в кастингах. После трёх лет безуспешных попыток родители Мэй перевели дочь на дистанционное школьное обучение, дав ей возможность сосредоточиться на развитии навыков актёрского мастерства. Через шесть месяцев подготовки практически без какого-либо серьёзного актёрского опыта Мэй получила роль Кэти в сериале «Алекса и Кэти». Позднее она успешно прошла кастинг для сериала «Детство Шелдона», а в 2018 году снялась в независимой ленте ужасов «Давайте напугаем Джули». В 2020 году Изабель Мэй исполнила главную роль в фильме «Беги, прячься, бей» режиссёра Кайла Ранкина.

## Фильмография
| Год       |   | Русское название       | Оригинальное название | Роль            |
| --------- | - | ---------------------- | --------------------- | --------------- |
| 2018—2020 | с | Алекса и Кэти          | Alexa and Katie       | Кэти Купер      |
| 2018—2020 | с | Детство Шелдона        | Young Sheldon         | Вероника Данкан |
| 2019      | ф | Давайте напугаем Джули | Let’s Scare Julie     | Тейлор          |
| 2020      | ф | Беги, прячься, бей     | Run Hide Fight        | Зои Халл        |
| 2021—2022 | с | 1883                   | 1883 (TV series)      | Эльза Даттон    |
| 2022—2025 | с | 1923                   | 1923                  | Эльза Даттон    |
| 2026      | ф | Крик 7                 | Scream 7              | дочь Сидни      |

## Награды
| Год  | Премия                       | Категория                                         | Номинированный проект | Результат |
| ---- | ---------------------------- | ------------------------------------------------- | --------------------- | --------- |
| 2022 | Women's Image Network Awards | Лучшая женская роль в телефильме или мини-сериале | «1883»                | Победа    |